# Hamilcar S. Alivizatos
Hamilcar Spyridonos Alivizatos, auch Hamilcar Spyridonos Alivisatos, (griechisch Αμίλκας Αλιβιζάτος Amilkas Alivizatos; * 17. Mai 1887 in Lixouri; † 12. August 1969 in Athen) war ein griechischer Kirchenhistoriker und Präsident der Akademie von Athen.

## Biografie
Alivizatos studierte Theologie an der Universität Athen, dort Dr. theol. 1908, und anschließend an Universitäten in Europa. 1938 erwarb er den Doctor of Divinity, D.D., in Oxford, er wurde 1960 Ehrendoktor in Saloniki. Er war Theologieprofessor in Athen.
1914 wurde er in eine Kommission berufen, die das Kirchenrecht reformierte, später wurde er Mitglied der Akademie von Athen und schließlich deren Präsident. Er war Staatsprokurator im Heiligen Synod der orthodoxen Kirche Griechenlands.
Zusammen mit seiner Frau Irene sammelte er Kykladische Kunst, die er der Akademie von Athen stiftete. 1992 wurde die gesamte Sammlung von Kunstgegenständen der Akademie dem Goulandis-Museum gestiftet, darunter auch die Sammlung Alivizatos.

## Wirken
Alivizatos vertrat die griechisch orthodoxe Kirche auf Kongressen und gegenüber dem griechischen Staat und war gleichzeitig einer ihrer Reformer. Alivizatos gilt neben Konstantinos Dyovouniotis (1872 – 1943), Demetrios S. Balanos (auch Mpalanos) (1877 – 1959), Panagiotis Bratsiotis (Παναγιώτης Μπρατσιώτης), Panagiōtēs Nikolaou Trempelas (auch: Trembelas) (1886 – 1977), und Christos Androutsos (1869–1935), als ein bedeutender moderner griechischer Theologe. Sein Werk wird in der zeitgenössischen theologischen und kanonistischen orthodoxen Literatur vielfach zitiert.

## Schriften (Auswahl)
- Die kirchliche Gesetzgebung des Kaisers Justinian I. (= Neue Studien zur Geschichte der Theologie und der Kirche. 17, ZDB-ID 187217-5). Trowitzsch, Berlin 1913, (Neudruck: Scientia, Aalen 1973, ISBN 3-511-04287-9).
- Ή οικονομία κατά το κανονικόν δίκαιον της Ορθοδόξου Εκκλησίας. Αστήρ, Athen 1949, (Deutsch: Die Oikonomia nach dem kanonischen Recht der Orthodoxen Kirche. Herausgegeben und mit einer Einleitung von Andréa Belliger. Lembeck, Frankfurt am Main 1998, ISBN 3-87476-336-6).
- als Herausgeber: Reich Gottes und Wirklichkeit. Festgabe für Alfred Dedo Müller zum 70. Geburtstag. Evangelische Verlagsanstalt, Berlin 1961.
- Le Deuxième Concile du Vatican et l’Orthodoxie. Point de vue d’un théologien orthodoxe. In: Proche Orient Chrétien. Bd. 12, 1962, ISSN 0032-9622, S. 333–345.
- The Byzantine emperors and the oecumenical councils. In: Θεολογία. Bd. 38, Nr. 1, 1967, ISSN 0049-3635, S. 17–19, (Digitalisat).